# Чемпионат Азии по международным шашкам среди женщин 2012
Чемпионат Азии по международным шашкам среди женщин 2012 года прошёл в Куала-Лумпуре (Малайзия) с 19 по 25 ноября по круговой системе в форматах классические шашки, быстрые шашки и блиц. В турнире приняли участие 8 спортсменок из 4 стран.

## Результаты

### Классические
| Место | Участник                 | Страна   |
| ----- | ------------------------ | -------- |
| 1     | Нямжаргал Мунхбаатар     | Монголия |
| 2     | Чжао Ханьцин             | Китай    |
| 3     | Эрдэнэцогтын Мандахнаран | Монголия |

### Быстрые шашки
| Место | Участник                 | Страна     |
| ----- | ------------------------ | ---------- |
| 1     | Ши Сысюань               | Китай      |
| 2     | Эрдэнэцогтын Мандахнаран | Монголия   |
| 3     | Сайера Юлдашева          | Узбекистан |

### Блиц
| Место | Участник               | Страна   |
| ----- | ---------------------- | -------- |
| 1     | Нямжаргал Мунхбаатар   | Монголия |
| 2     | Чжао Ханьцин           | Китай    |
| 3     | Цагаанцоожийн Энхцэцэг | Монголия |